# クロロファシノン
クロロファシノン（英: Chlorophacinone）は有機塩素化合物の一種。抗凝固作用を持ち、殺鼠剤として用いられる。

## 用途
血液凝固因子の合成を阻害することにより、ネズミをはじめとする小型哺乳類に対する毒性を有する。殺鼠剤としてフランスのローヌ・プーラン社が開発し、日本では1973年3月31日に農薬登録を受けた。「ネズコ」の商品名で販売され、農地や林地などで野ネズミに対する毒餌として仕掛けられる。

## 安全性
日本の毒物及び劇物取締法では0.025%以下の製剤を除き劇物に分類される。半数致死量（LD50）はラットへの経口投与で20.5mg/kg、ウサギへの経皮投与で200mg/kg以上。摂取すると腸管出血などの症状を生じる。